# Mouterre-Silly
Mouterre-Silly è un comune francese di 735 abitanti situato nel dipartimento della Vienne nella regione della Nuova Aquitania.

## Società

### Evoluzione demografica
Abitanti censiti